# Helen Graham
Helen Graham (Liverpool, 1959) és una historiadora i hispanista britànica.
És catedràtica d'Història d'Espanya en el college Royal Holloway (Universitat de Londres). També ha exercit la càtedra Rei Joan Carles I d'Espanya en la Universitat de Nova York.

## Àrees de recerca
Les àrees de recerca de Helen Graham són la història social d'Espanya en els anys trenta i quaranta del segle xx, incloent la Guerra Civil Espanyola (en tal sentit, Helen Graham ha declarat que la Guerra Civil Espanyola va ser la raó que decidís ser historiadora); el període d'entreguerres (1918-1939) a Europa; comparatives entre guerres civils; la construcció social del poder estatal a l'Espanya franquista dels quaranta; o les dones sota el franquisme.

## Obres
- The Popular Front in Europe.  Londres: Macmillan, 1987. ISBN 0333406605., con Paul Preston.
- The French and Spanish Popular Fronts: Comparative Perspectives.  Cambridge University Press, 1989., con Martin S. Alexander.
- El PSOE en la Guerra Civil: poder, crisis y derrota (1936-1939).  Barcelona: Debate, 2005. ISBN 8483066092. (publicado originalmente en inglés como  Socialism and War. The Spanish Socialist Party in Power and Crisis 1936-1939.  Cambridge University Press, 1991.).
- Spanish Cultural Studies. An Introduction.  Oxford University Press, 1995., con Jo Labanyi.
- Spain 1936. Resistance and revolution. The Flaws in the Front in Opposing Fascism.  Cambridge University Press, 1999.
- La República Española en guerra (1936-1939).  Barcelona: Debate, 2006. ISBN 9788483066805. (publicado originalmente en inglés como  The Spanish Republic at War 1936-1939.  Cambridge University Press, 2002.).
- Breve historia de la Guerra Civil.  Pozuelo de Alarcón: Espasa Calpe, 2006. ISBN 8467020156. (publicado originalmente en inglés como  The Spanish Civil War. A Very Short Introduction.  Oxford University Press, 2005.).
- La Guerra y su sombra: La Guerra Civil española en la Europa del siglo XX, Crítica, Barcelona, 2013.